# Dicranomyia wiseana
Dicranomyia wiseana là một loài ruồi trong họ Limoniidae. Chúng phân bố ở miền Australasia.